# Stadtfriedhof Wels

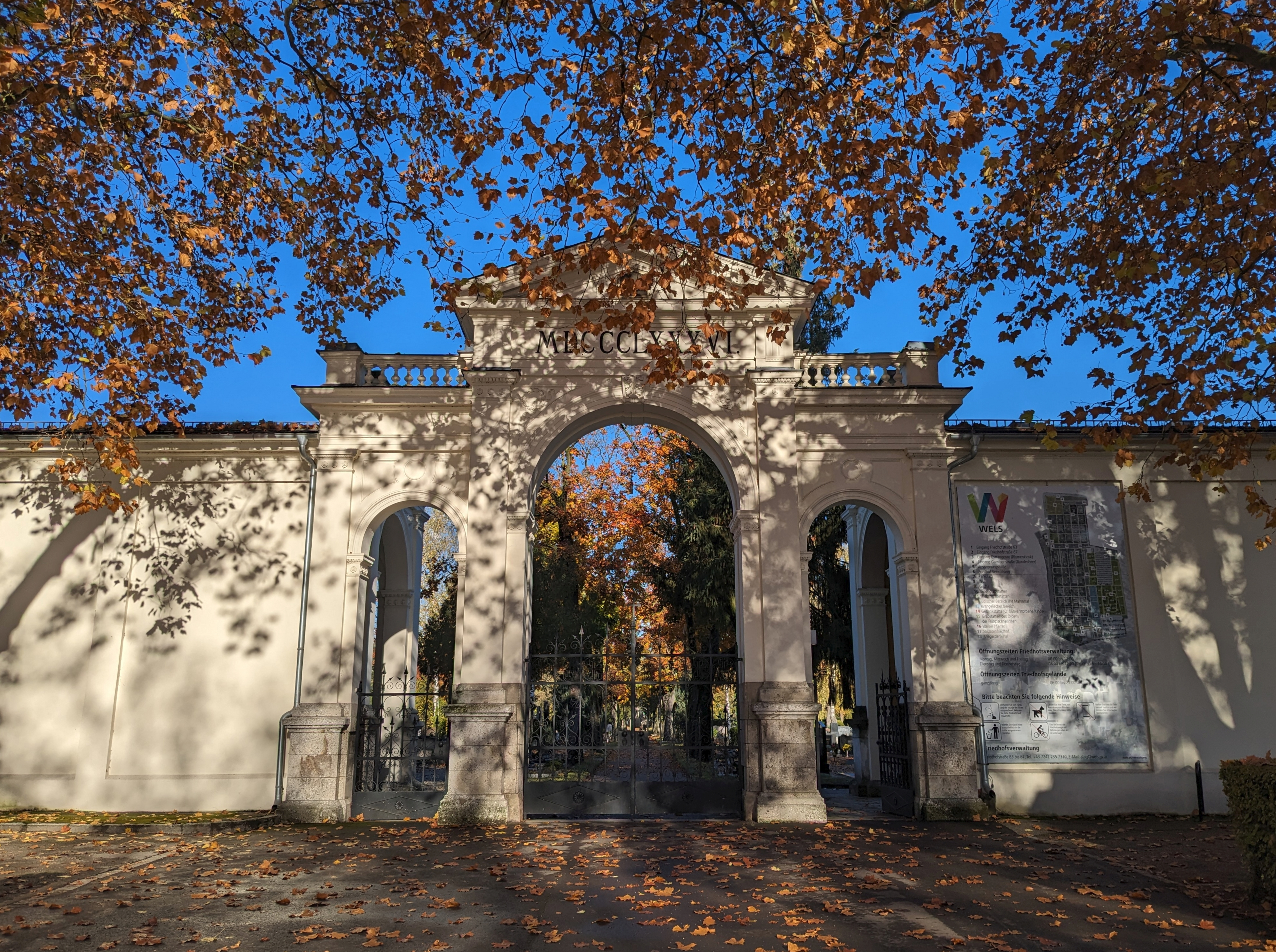
Eingang in der Friedhofstraße zum Stadtfriedhof Wels

Der Stadtfriedhof Wels ist der einzige Welser Friedhof für alle Konfessionen und Menschen ohne Konfession. Er ist rund 16,1 ha groß und liegt im Stadtteil Neustadt an der Friedhofstraße. Der Friedhof wird von der Stadt Wels betrieben und steht unter Denkmalschutz (Listeneintrag).

## Geschichte
Vor dem Jahr 1784 befand sich der alte Pfarrfriedhof rund um die Stadtpfarrkirche. Heute zeugen eingearbeitete Grabsteine an der Außenmauer der Stadtpfarrkirche und an der Stadtmauer um die Burg Wels davon. Von 1560 bis 1886 befand sich ein katholischer Friedhof auf dem jetzigen Marktgelände. Am 13. Juli 1886 wurde der neue Stadtfriedhof an der Ostgrenze von Wels eröffnet. Die Portalaufschrift MDCCCLXXXVI (1886) und das Portalgitter wurden im Jahr 1887 geschaffen. Der frühere, in der Bahnhofstraße gelegene evangelische, Friedhof ist eine eigenständige Gründung der evangelischen Pfarrgemeinde aus dem Jahr 1887.
Der älteste Grabstein am Stadtfriedhof wurde vom katholischen Friedhof übertragen und gehört zum Urnengrab von Joseph Anton Keim (gestorben 1833), ehemaliger Bürgermeister der Stadt Wels.
1928 wurde aus dem Gräberfeld 41 der Urnenhain. Im Jahr 1968 erfolgte eine Erweiterung auf den Gräberfeldern 29/I bis 29/XIV. Daraus entstanden etwa 1100 weitere Familiengräber. 1975 wurde der Gartenfriedhof, der heute aus rund 2200 Gräbern besteht, geschaffen. Wichtigstes Merkmal der Wiesengrabstätten ist die fehlende Umrandung bei den Gräbern. Erlaubt sind hier nur kleine Blumenbeete vor dem Grabstein.

## Beschreibung

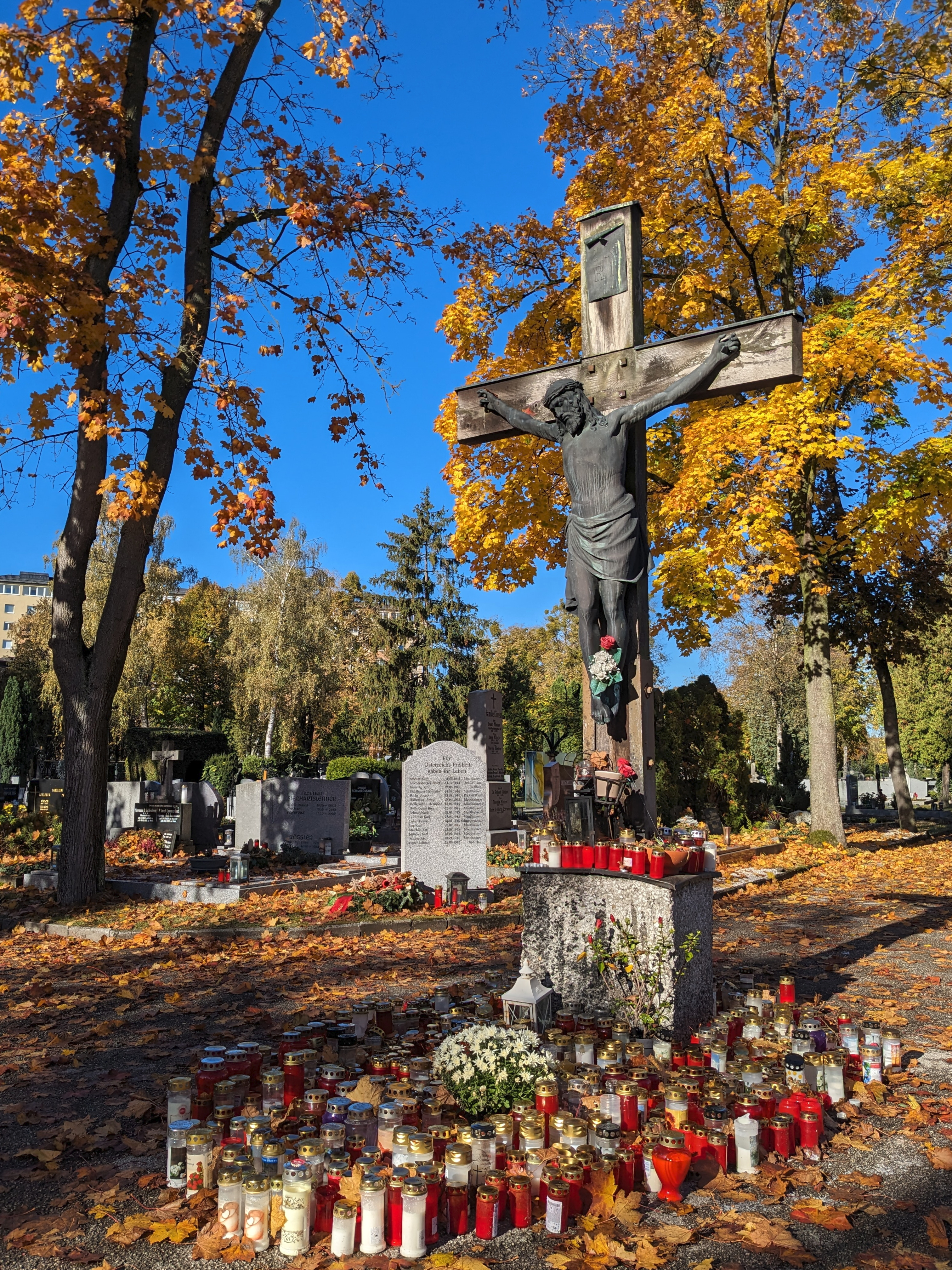
Das Friedhofskreuz

Der Friedhof erstreckt sich von SSO nach NNW. Die beiden wichtigsten Eingänge sind im Süden in der Friedhofstraße, wo sich auch der größte Parkplatz befindet. Weitere Eingänge gibt es im Westen an der Osttangente und im Norden in der Garnisonstraße. Am Südende befinden sich 49 Arkadengrüfte. Nach Norden und Osten schließen die nummerierten Gräberfelder an. Die Gräberfelder sind mit schmiedeeisernen Tafeln gekennzeichnet.
Die Gräberfelder EV1 bis EV5 bilden den evangelische Friedhof, im Besitz der Evangelische Pfarrgemeinde. Der Friedhof verfügt über einen eigenen Eingang, ist jedoch durch mehrere Wege mit dem Stadtfriedhof verbunden.
Im Mittelgang des Friedhofes befindet sich das Friedhofskreuz. Links und rechts davon wurden im Jahr 1949 zwei Gedenktafeln mit der Inschrift „Für Österreichs Freiheit gaben ihr Leben“ mit den 31 Namen von Widerstandskämpfern angebracht. Im Mittelgang befindet sich ebenfalls das älteste Kleindenkmal von Wels. Die „Lichtsäule der Fisch-, Floß- und Schiffsbaumeister“  wurde 1511 errichtete und befand sich bereits an allen vorherigen Friedhofsstandorten (Stadtpfarrkirche, Wochenmarktgelände) und steht seit 1902 am jetzigen Stadtfriedhof. Sie wurde 1989 restauriert.
Im Gräberfeld D1 befinden sich die Grabstätten des Ordens der Kreuzschwestern.
Im Gräberfeld 28 III befindet sich eine Gedenkstätte für Sternenkinder.

### Kriegsgräberanlagen

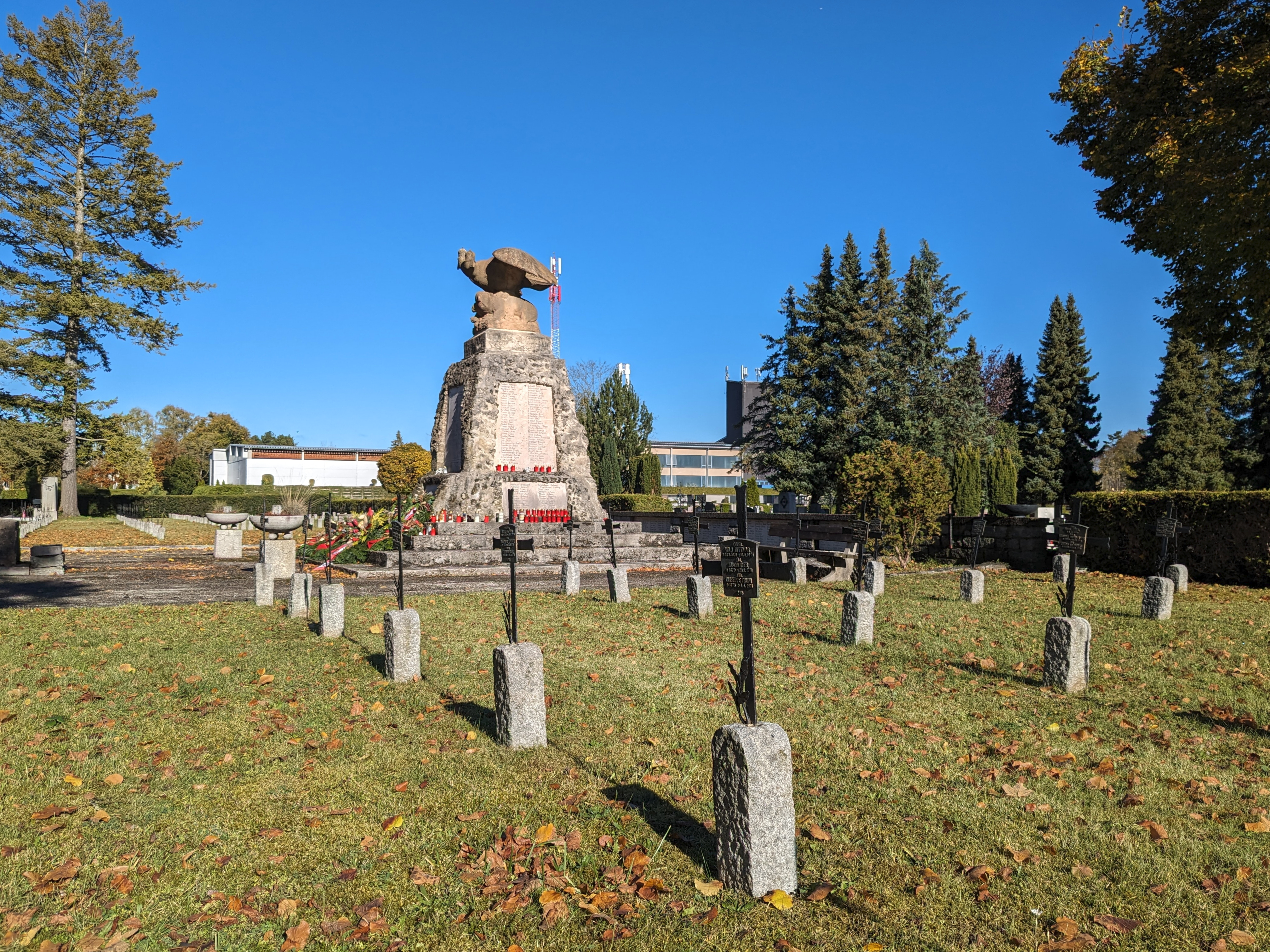
Das Kriegerdenkmal mit Heldengräber

Im Friedhof von Wels befinden sich vier Kriegsgräberanlagen: Soldatenfriedhof, Bombenopfer-, Flüchtlingsgräber- und KZ-Gräberfeld.
Das zentrale Kriegerdenkmal mit Soldatenfriedhof befindet sich östlich der Gräberfelder U und Z. Das Kriegerdenkmal, auf welchem der doppelköpfige Adler in den Fängen einen Bären und eine Wölfin niederhält, dient als Symbol des 1916 noch erwarteten Sieges und soll auf die einstigen Gegner Russland (russischer Bär) und Italien (römische Wölfin) hinweisen. Auf den Tafeln des Denkmals sind die Namen der im 1. Weltkrieg gefallenen Welser ersichtlich. Neben dem Denkmal befinden sich die sogenannten Heldengräber. Dort finden die gefallenen Soldaten beider Weltkriege ihre letzte Ruhestätte. 1934 wurde vor dem Denkmal das Ehrengrab von Major Johann Charvát errichtet. Das Hessendenkmal erinnert an die gefallenen Soldaten des k.u.k. Infanterieregiment „Ernst Ludwig Großherzog von Hessen und bei Rhein“ Nr. 14 während des Ersten Weltkriegs. Eine Kranzniederlegung findet traditionell am 12. September, dem Regimentsgedenktag, statt.
Im Gräberfeld D1 befinden befindet sich eine Gedenkstätte für Bombenopfer des Zweiten Weltkriegs. Hier sind 164 Welser, die bei den Bombenangriffen in den Jahren 1944/45 ums Leben kamen, beigesetzt. Das KZ-Gräberfeld befindet sich im jüdischen Teils des Friedhofs.

### Jüdischer Teil

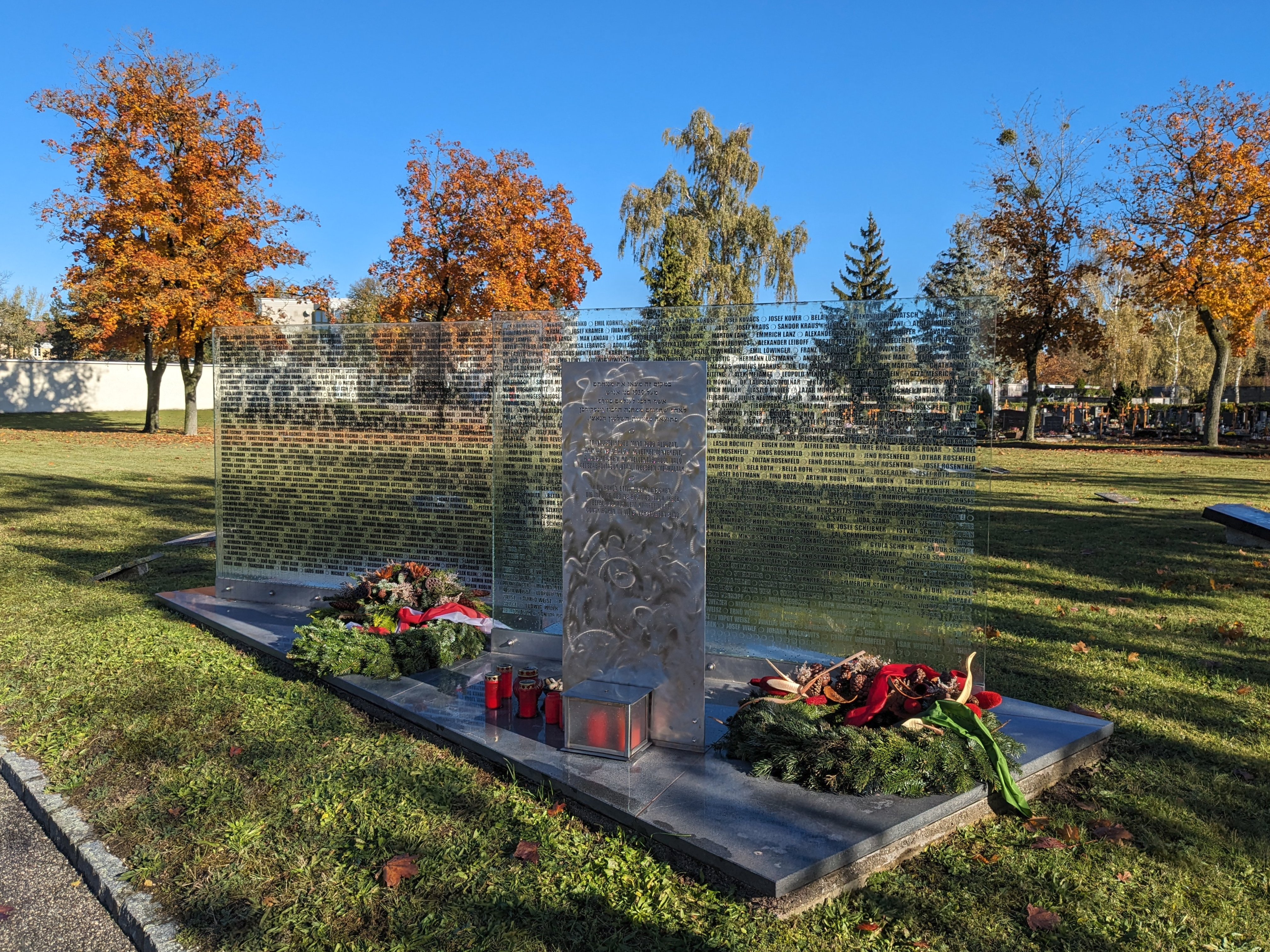
Das neue Mahnmal aus dem Jahr 2001

Die Gräberfelder 46, 47, 51 und 52 im Nordwesten bilden den jüdischen Teil des Friedhofs mit dem KZ-Gräberfeld. Dort befinden sich zwei Mahnmale. Ein quadratischer Granitblock trägt an seiner Südseite folgende Inschrift: „Hier ruhen 1.032 politische Kriegsopfer aus dem Jahre 1945.“ Das Denkmal wurde am 1. November 1947 eingeweiht. Das neue Mahnmal wurde am 3. Mai 2001 eingeweiht. Dieses trägt die Inschrift „Hier ruhen etwa 1030 Menschen, die infolge des NS-Regimes nach ihrer Befreiung aus dem KZ-Nebenlager Gunskirchen in Wels verstorben sind“.

### Verabschiedungsplatz
2019 wurde im Gräberfeld K ein Verabschiedungsplatz fertiggestellt. Dadurch ist es Trauernden möglich, sich im Freien am Friedhof von den Verstorbenen zu verabschieden. Der Verabschiedungsplatz  wurde von der Stadt Wels gemeinsam mit dem Stift Schlierbach und dem Künstler Bruder Thomas Hessler aus den Kunstwerkstätten des Europakloster Gut Aich umgesetzt.

## Gräber

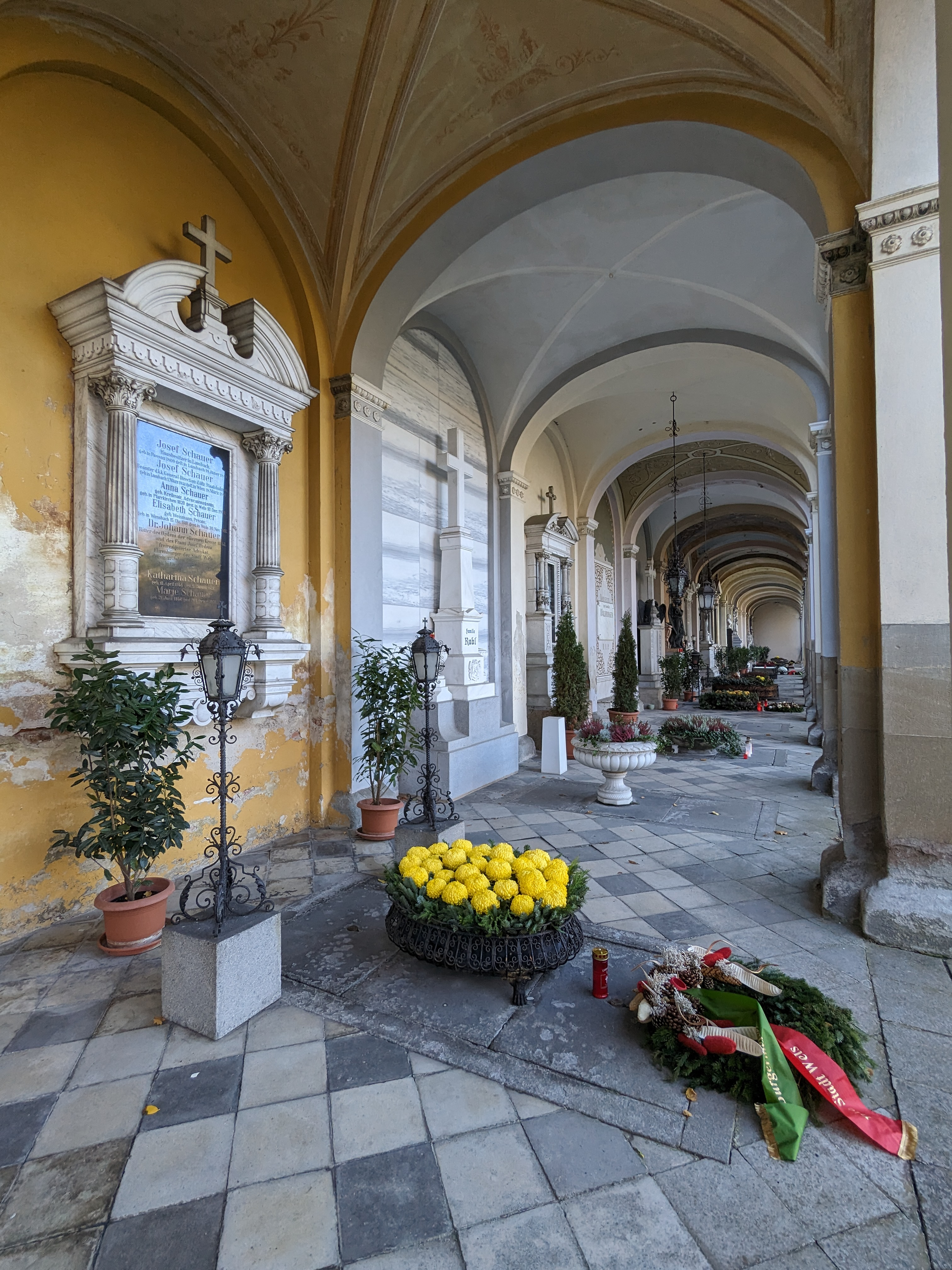
Gang mit Grüften

Die Gruft Nummer 38 ist als Ehrengrab für ehemalige Bürgermeister der Stadt Wels, deren Ehepartner und Ehrenbürger der Stadt Wels eingerichtet.
Gräber bekannter Persönlichkeiten:
- Leopold Gruber, Tuchhändler
- Franz Hörzing, Architekt
- Karl Pernklau, Komponist
- Karl Richter, Bürgermeister
- Karl Aubert Salzmann, Bürgermeister
- Franz Sandböck, Buchhändler und Verleger
- Johann Schauer, Bürgermeister
- Karl Bregartner, Bürgermeister 1982–1999